# Lorenzo Ciocci
Lorenzo Ciocci (Marino, 27 marzo 1942 – Marino, 5 novembre 2004) è stato un politico italiano, deputato alla Camera dal 21 giugno 1984 al 22 aprile 1992 per il Partito Comunista Italiano, subentrando alla morte di Enrico Berlinguer.

## Biografia
Fu sindaco di Marino dal 26 novembre 1981 al 25 maggio 1983, dove durante il suo mandato da sindaco, la sua giunta subì alcune intimidazioni criminali come un incendio doloso degli archivi comunali.
Dopo la morte improvvisa del segretario del PCI Enrico Berlinguer, avvenuta a Padova l'11 giugno 1984, Ciocci subentrò al suo posto alla Camera dei deputati il 21 giugno 1984. Rimase in carica come deputato fino al 22 aprile 1992, passando al Partito Democratico della Sinistra dopo lo scioglimento del PCI e la ridenominazione in PDS decisa dal XX congresso nel 1991.